# Thiat
Thiat ist eine Ortschaft und eine ehemalige französische Gemeinde mit 161 Einwohnern (Stand 1. Januar 2022) im Département Haute-Vienne in der Region Nouvelle-Aquitaine. Sie gehörte zum Arrondissement Bellac und zum Kanton Châteauponsac.
Mit Wirkung vom 1. Januar 2019 wurde Thiat mit Bussière-Poitevine, Saint-Barbant und Darnac zur Commune nouvelle Val-d’Oire-et-Gartempe zusammengeschlossen und hat seither in der neuen Gemeinde den Status einer Commune déléguée.

## Lage
Sie grenzte im Nordwesten und im Norden an Lathus-Saint-Rémy, im Osten an Oradour-Saint-Genest, im Süden an Darnac und im Südwesten an Bussière-Poitevine. Die Brame bildet die Grenze zu Darnac und fließt als rechter Nebenfluss in die Gartempe.

## Bevölkerungsentwicklung
| Jahr      | 1962 | 1968 | 1975 | 1982 | 1990 | 1999 | 2008 | 2013 |
| --------- | ---- | ---- | ---- | ---- | ---- | ---- | ---- | ---- |
| Einwohner | 397  | 341  | 287  | 254  | 248  | 213  | 186  | 161  |